# Одноробовка (посёлок)
Одноробовка (укр. Одноробівка) — поселок,
Одноробовский Первый сельский совет,
Золочевский район,
Харьковская область, Украина.
Код КОАТУУ — 6322684401. Население по переписи 2001 года составляет 130 (60/70 м/ж) человек.
Является административным центром Одноробовского Первого сельского совета, в который, кроме того, входят сёла
Басово,
Ивашки и
Перовское.

## Географическое положение
Посёлок Одноробовка находится в 3,5 км от реки Гайворонка (правый берег), на расстоянии в 1 км от границы с Россией, примыкает к сёлам Басово и Перовское.
Через посёлок проходит железная дорога, станция Одноробовка.

## История
- 1910 — дата основания.